# Daevid Allen
Christopher David Allen, conegut pel seu nom artístic Daevid Allen, (Melbourne, 13 de gener de 1938 - Melbourne, 13 de març de 2015) fou un poeta, guitarrista, cantant, compositor i artista australià d'espectacle conegut sobretot per ser cofundador del grup psicodèlic Soft Machine (a Gran Bretanya el 1966) i Gong (a França el 1970). També se'l coneixia com a "Divided Alien". El 1978 va participar en la quarta edició del Festival Canet Rock.